# Gottfried Schramm
Gottfried Schramm (Heidelberg, 1929. január 11. – Freiburg im Breisgau, 2017. október 26.) német történész, egyetemi tanár. Fő kutatási területe Kelet-Európa történelme: a reformkori Lengyelország egyház- és alkotmánytörténete és a lengyelországi reformáció kora, a 19-20. századi keleti zsidóság, valamint Oroszország történelme. Jelentős tanulmányai jelentek meg az albán és a román nép etnogeneziséről is, habár ezek nem tartoztak a fő kutatási területeihez. Utóbbi munkáiban nemcsak az írott és régészeti forrásokat vette figyelembe a 10. századig bezárólag, hanem nyelvészeti tanulmányokat is. A nyelvek változásaiból politikailag és történelmileg jelentős hatalmi viszonyokat rekonstruált. A román nép kialakulásával foglalkozó könyve magyarul is megjelent, Schütz István fordításában.

## Családja
Gottfried Schramm Heidelbergben született és Göttingenben nőtt fel. Apja, Percy Ernst Schramm a 20. század egyik legjelentősebb történésze volt. Édesanyja, Ehrengard Schramm, (született: Ehrengard von Tadden), szociáldemokrata országgyűlési képviselő, Elisabeth von Thadden, az 1944-ben kivégzett ellenállási harcos, és Reinold von Thadden, a Német Protestáns Egyházi Kongresszus alapító elnökének nővére volt. Szüleinek két másik gyermeke is született. A legidősebb fiú, Jost Schramm építész, a legkisebb pedig mérnök lett.
Schramm házasságban élt Ellen Gottlieb-Schramm vállalkozóval, aki 2011-ben halt meg.

## Tanulmányai
1945 márciusában birodalmi munkaszolgálatot teljesített, majd a göttingeni humanista gimnáziumban érettségizett 1946-ban. 1948 és 1952 között a Göttingeni-, Tübingeni- és az Erlangeni egyetemeken germanisztikát, történelmet és szlavisztikát tanult. Önképzéssel több szláv nyelvet is megtanult. 1952-ben Göttingenben államvizsgázott németből, történelemből és latinból, majd egy évvel később megírta doktori disszertációját is. Ezután néhány hónapot Párizsban töltött, majd két és fél évig tanítóként és bentlakásos iskolai tanárként dolgozott a hinterzarteni Birklehof iskolában. Schramm ezután visszatért a tudományos élethez. 1957 és 1959 között a mainzi Európai Történeti Intézet ösztöndíjasa volt, és ez idő alatt dolgozott habilitációs disszertációján. A Marburgi Egyetemen néhány évig Peter Scheibert asszisztense volt. 1964-ben habilitált az "Arbeit über den polnischen Adel und die Reformation von 1548 bis 1607" (A lengyel nemesség és a reformáció 1548-1607 között) című disszertációjával.

## Munkássága
1965 és 1994 között a freiburgi Albert-Ludwig Egyetem újkori- és kelet-európai történelem tanszékét vezette. Oktatásának középpontjában Oroszország állt, különösen a krími háborútól Sztálinig. Schramm négy alkalommal lett a Történelem Tanszék ügyvezető igazgatója. 1970-ben rektorhelyettes lett. 1971-től 1994-ig irányította és alakította a "Studium generale"-t. 1974-től 2017-ben bekövetkezett haláláig a Freiburger Universitätsblätter szerkesztője volt, melynek szerkesztésében alapvető újítást vezetett be. Négyből három számot egy-egy interdiszciplinárisan feldolgozható témának szenteltek, míg a negyedik számban különösen tudományos vagy egyetemtörténeti jellegű hozzászólások jelentek meg. A Freiburgban tartott búcsúelőadása II. Szaniszló Ágostról, Lengyelország utolsó királyáról szólt.
Nyugdíjba vonulása után is tanított Freiburgban 1994 és 2002 között. Akadémiai tanárként 35 disszertációt felügyelt. Legjelentősebb akadémiai tanítványai közé tartozott Joachim Bahlcke, Fata Márta, Jörg Ganzenmüller, Heiko Haumann, Jürgen Kloosterhuis, Heinz-Dietrich Löwe, Christoph von Marschall, Stefan Plaggenborg, Joachim von Puttkamer, Heinz Schilling és Michael Schmidt-Neke.
Klaus Zernackkal együtt Schramm szerkesztette a háromkötetes 'Handbuch der Geschichte Russlands' (Oroszország történelmének kézikönyve) című művet. Schramm, Puskintól Gorkijig a nagy orosz költők művein keresztül vizsgálta Oroszország történelmét. Ennek során meg akarta mutatni, hogy "az irodalmi művek hűek a valósághoz", és hogy "az orosz mesterek hogyan érzékelték a valóságot, és hogyan ültették át azt művészetbe." A kevés németországi kelet-európai történészek egyikeként Schramm a hidegháború korában érdemi eszmecserére törekedett a szovjet kutatókkal.
1994-ben megjelent, az albán kereszténység kezdeteiről szóló munkájában azt a tézist állította fel, hogy az albánok a trák bésszoszok leszármazottai. Schramm tézisének célját így fogalmazta meg: "talán segítene az embereknek, ha a korábbinál pontosabban megtudnák, honnan származnak."
2004-ben jelent meg 'Fünf Wegscheiden der Weltgeschichte. Ein Vergleich.' (Öt világtörténelmi válaszút – Egy összehasonlítás) című munkája, amelyet a legfontosabb könyvének tartott. Ebben Schramm öt, "útelágazásnak" nevezett eseményt hasonlított össze, és azonos típusú válsághoz rendelte őket. Ezek: 1. Mózes megjelenése és a bibliai monoteizmus kialakulása Ehnaton napkultuszából, 2) a keresztény hit elszakadása a judaizmustól, 3) a reformáció áttörése Közép-Európában, mint a protestantizmus kilépése a katolikus egyházból, 4) a tizenhárom észak-amerikai gyarmat elszakadása a brit gyarmati uralomtól, és 5) a szociális reformáramlat radikalizálódása 1860 és 1880 között, amelyből végül a kommunizmus alakult ki. Schramm ennek az öt útnak a szerkezeti hasonlóságát abban látta, hogy egy új áramlat egy régebbi hagyományból ágazik ki, majd halad el mellette.
2009-től a krakkói Lengyel Tudományos Akadémia külsős tagja volt.

## Politikai szerepvállalása
Schramm hosszú ideig a Német Szociáldemokrata Párt, az SPD tagja volt, de a tandíj tervezett bevezetése és a Törökországgal kapcsolatos politikai ellenérzése miatt 2004 elején kilépett a pártból.

## Elismerései
Kutatásaiért számos kitüntetést kapott. 1990-ben megkapta a Freiburgi Egyetem egyetemi érmét, 1999-ben pedig a Polonia Restituta rend tiszti keresztjét. 2009-ben megkapta Pforzheim városának Reuchlin-díját, amelyet a Heidelbergi Tudományos Akadémia javaslatára kétévente ítélnek oda a bölcsészettudományok területén végzett kiemelkedő német nyelvű munkásságért. Schramm a Jahrbücher für Geschichte Osteuropas (Kelet-Európa történelmének évkönyvei) társszerkesztője volt.

## Fontosabb művei
- Namenschatz und Dichtersprache. Studien zu den zweigliedrigen Personennamen der Germanen [1957]
- Der polnische Adel und die Reformation 1548–1607 [1965]
- Nordpontische Ströme. Namenphilologische Zugänge zur Frühzeit des europäischen Ostens [1973]. ISBN 3-525-26117-9
- Eroberer und Eingesessene. Geografische Lehnnamen als Zeugen der Geschichte Südosteuropas im ersten Jahrtausend [1981]. ISBN 3-7772-8126-3
- Ein Damm bricht. Die römische Donaugrenze und die Invasion des 5.–7. Jahrhunderts im Lichte von Namen und Wörtern [1997]. ISBN 973-9373-69-0
- Korai román történelem – Nyolc tézis a délkelet-európai latin kontinuitás helyének meghatározásához ford.: Schütz István: [1997]. ISBN 963 260 105 x
- Anfänge des albanischen Christentums. Die frühe Bekehrung der Bessen und ihre langen Folgen [1994]. ISBN 3-7930-9083-3
- Altrußlands Anfang. Historische Schlüsse aus Namen, Wörtern und Texten zum 9. und 10. Jahrhundert [2002]. ISBN 3-7930-9268-2
- Fünf Wegscheiden der Weltgeschichte. Ein Vergleich. [2004]. ISBN 3-525-36730-9
- Slawisch im Gottesdienst. Kirchenwortschatz und neue Schriftsprachen auf dem Weg zu einem christlichen Südosteuropa [2006]. ISBN 3-486-58045-0
- Von Puschkin bis Gorki. Dichterische Wahrnehmungen einer Gesellschaft im Wandel [2008]. ISBN 978-3-7930-9530-9
- Polska w dziejach Europy środkowej. Studia [2010]. ISBN 978-83-7177-730-1
- Versäumte Begegnungen. [2012]. ISBN 978-3-79309683-2

### Magyarul
- Korai román történelem. Nyolc tézis a délkelet-európai latin kontinuitás helyének meghatározásához; ford. Schütz István; Csokonai, Debrecen, 1997 (Disputa)